# Altezza (trattamento)
L'appellativo sua altezza è il trattamento attribuito ai membri, regnanti o non regnanti che ne abbiano diritto secondo le leggi della casa, di una dinastia sovrana.

## Tradizione occidentale ed europea
Appellativi astratti erano presenti in gran numero nell'Impero romano e ancor di più nell'Impero bizantino, in numero così grande da essere oggetti di confusione e da subire, nel loro significato, una sorta di inflazione e svalutazione, benché in ogni tempo fossero regolati in modo piuttosto rigido dai comandi imperiali. Per esempio, ai tempi della dignità di Notitia, i più alti uffici erano raggruppati in classi, e ciascuno aveva assegnato un trattamento caratteristico, partendo da illustris, spectabilis e così scendendo. Come altri roboanti ed esorbitanti titoli di quel tempo, gli appellativi più alti erano conferiti generalmente ai principi stranieri o imperiali, così come regolato dai vari uffici della Corte o dello Stato (militari, finanziari, giudiziari e svariati altri, spesso uniti, dell'amministrazione centrale e provinciale), che chiarificavano l'intricata gerarchia protocollare (pur allontanandosi spesso dalla effettiva realtà politica).
All'inizio del Medioevo tali appellativi, declinati in seconda o terza persona, erano d'uso incerto e molto più arbitrario ed erano soprattutto soggette alle immaginazioni delle segreterie che nei periodi successivi (Selden, titoli di onore, parte I, Ch. vii. 100). "Altezza" rimase di prerogativa ai re, anche se non da solo: in Francia, fino a Luigi XI, il sovrano era anche "eccellenza".
Carlo V, divenuto imperatore del Sacro Romano Impero nel 1519, prese il titolo di maestà, lasciando quello di altezza ai figli, e così fece nello stesso periodo in Francia Francesco I. In Inghilterra la transizione fu più lunga e i termini di altezza, grazia (di uso non esclusivo del sovrano) e maestà, erano tutti impiegati come trattamento riservato ai re e alle regine fino al periodo di Giacomo VI di Scozia. Nei documenti concernenti il regno di Enrico VIII d'Inghilterra venivano utilizzati anche contemporaneamente. Nella dedica della versione autorizzata della Bibbia del 1611, Giacomo I è ancora chiamato "maestà" e "altezza", ma proprio con questo sovrano "maestà" diviene il trattamento ufficiale. Oliver Cromwell, come lord protettore del Commonwealth, e sua moglie ricevevano il trattamento di altezza, insolito in una repubblica.

## Altezza reale
Il primo a prendere il trattamento di altezza reale fu nel 1633 il cardinale-infante Ferdinando d'Asburgo, e così ben presto fecero anche i Savoia, per via delle pretese sul regno di Cipro.
Oggi i seguenti membri della famiglia reale britannica hanno normalmente diritto al trattamento di altezza reale (abbreviato in "HRH" cioè "His/Her Royal Highness"): i figli dei sovrani viventi e morti, i nipoti in linea diretta maschile e i nipoti, solo i figli dell’erede al trono, del principe di Galles. L'ascesa al trono di un nuovo sovrano non muta il trattamento di altezza reale, benché il sovrano abbia ovviamente il diritto di assegnarlo o revocarlo, e così per altri titoli (ad esempio, quello di principessa reale).
Nel Regno d'Italia era riservato il trattamento di altezza reale al figlio primogenito del re, alla principessa moglie del principe ereditario, agli altri figli del re e ai figli del principe ereditario d'ambo i sessi; ugualetrattamento competevano alle consorti dei principi della famiglia reale e tale trattamento spetta, a vita, al principe che sia reggente del regno.

## Altri trattamenti
Come regola generale, i membri di sangue reale di una casa imperiale o reale sono arringati come altezza imperiale o altezza reale (in francese altesse imperiale, altesse royale; in tedesco Kaiserliche Hoheit, Königliche Hoheit; in spagnolo Alteza imperial, Alteza real). In Germania, Austria (e altri stati facenti parti del Sacro Romano Impero Germanico) i sovrani dei granducati portavano il trattamento di altezza reale (Königliche Hoheit), e gli altri membri della famiglia erano semplicemente altezza granducale o altezza (Großherzogliche Hoheit o Hoheit). Hoheit era portato dai duchi regnanti e dai principi e principesse delle loro famiglie.

## Altezza serenissima
Il trattamento di altezza serenissima sorse nello stesso periodo di quello di altezza, ed era portato dai governanti bizantini, ma già gli imperatori Onorio e Arcadio erano serenitas e serenissimus. Il doge di Venezia era serenissimus e la stessa repubblica di Venezia è nota come "la Serenissima". Selden sostenne che questo trattamento fosse quello più alto che poteva ricevere ogni principe. Oggi, altezza serenissima è utilizzato come l'equivalente del Durchlaucht tedesco, un rafforzativo di Erlaucht, che significa "illustre", traduzione pedissequa dal latino superillustris, che Thackeray traduce nel burlesco appellativo di "sua trasparenza" in uso nell'immaginaria Corte di Pumpernickel. L'appellativo onorifico di Durchlaucht venne assegnato nel 1375 dall'imperatore Carlo IV di Lussemburgo ai principi elettori (Kurfürsten), più alto trattamento dopo quello dell'imperatore.
Nel XVII secolo divenne il titolo dato ai sovrani degli stati principeschi dell'impero (Reichsständische Fürsten), mentre Erlaucht fu dato ai capi delle casate comitali (Reichsständische Grafen, cioè conti dell'Impero). I grandi elettori dell'impero, così, per essere distinti dagli altri principi tedeschi ebbero il titolo di Durchläuchtigste (tradotto con altezza serenissima). Nel 1825 la dieta della Confederazione Tedesca acconsentì ad assegnare il trattamento di Durchlaucht ai capi delle famiglie principesche mediatizzate domiciliate in Germania o in Austria e tuttora è uso impiegarlo per i membri di tali famiglie; in seguito, tutti coloro che vennero elevati al rango di Fürst (cioè di principe, ma non di principe regnante su un principato) ebbero diritto al trattamento di Durchlaucht. Nel 1829 il trattamento di Erlaucht, precedentemente riservato ai conti (regnanti) dell'Impero, fu assegnato a tali famiglie, mediatizzate.
Negli stati preunitari italiani il titolo di altezza serenissima era riconosciuto, oltre ai dogi delle repubbliche di Venezia e di Genova, anche al granduca di Toscana, ai duchi e principi sovrani e no.
Nel Regno d'Italia spettava il trattamento di altezza serenissima ai nipoti del re, figli di principe fratello, e ai figli e discendenti dei nipoti del re e del principe ereditario d'ambo i sessi.

## Altezza
"Altezza" è riservato ancora ai membri delle famiglie ducali, di alcune famiglie granducali e di pochi membri di alcune famiglie reali: quest'ultimo caso è l'unico ancora ufficialmente in vigore. Tuttavia, socialmente, molte famiglie ducali e granducali utilizzando il titolo di altezza, ma questo è un uso di cortesia e rispetto non stabilito da alcuna norma ufficiale.
Tale trattamento è usato ufficialmente dai figli minori delle case reali di Danimarca e Paesi Bassi; prima del 1917 anche da quelli della casa reale britannica . Ugualmente era proprio dalle famiglie dei granduchi di Sassonia-Weimar-Eisenach, Oldenburg, Meclemburgo-Schwerin, Meclemburgo-Strelitz e dai duchi di Brunswick, Anhalt, Sassonia-Coburgo-Gotha, Sassonia-Meiningen, Sassonia-Altenburg e dalla casa di Schleswig-Holstein, che mai regnò. I membri in vita di tali famiglie usano avere questo trattamento.
Esempi di ufficiali trattamenti di "Altezza":
- Sua altezza il principe Maurizio di Orange-Nassau, Van Vollenhoven, figlio della principessa Margherita di Orange-Nassau e di Pieter van Vollenhoven, nipote materno di sua maestà Giuliana dei Paesi Bassi. Al momento del matrimoni di sua madre fu stabilito che i figli sarebbero stati conosciuti come "sua altezza" nome di Orange-Nassau, Van Vollenhoven.
- Sua altezza il principe Nicola di Danimarca, figlio di sua altezza reale il principe Joachim di Danimarca e di sua eccellenza Alexandra, contessa di Frederiksborg, nipote paterno di sua maestà Margherita II di Danimarca.
- Sua altezza il principe Sverre Magnus di Norvegia, figlio di sua altezza reale il principe ereditario Haakon di Norvegia e della principessa Mette-Marit, nipote paterno di sua maestà il re Harald V di Norvegia.

Esempi di altre persone che hanno diritto al trattamento di altezza:
- Sua altezza il principe Andreas di Sassonia-Coburgo-Gotha, attuale capo della casa ducale di Sassonia-Coburgo-Gotha. All'anagrafe è Andreas Prinz von Sachsen-Coburg und Gotha poiché con la caduta della monarchia la repubblica tedesca non ha riconosciuto i titoli o i trattamenti reali o aristocratici tranne che come parte del cognome, ma essendo tale forma di governo in grado di essere arbitro sui titoli nobiliari o sui trattamenti reali, quelli impiegati da questa famiglie seppur in uso non hanno alcun riconoscimento ufficiale.
- Sua altezza il duca Christoph di Schleswig-Holstein, attuale capo della casa ducale di Schleswig-Holstein. All'anagrafe è Christoph Herzog von Schleswig-Holstein.
- Il duca Georg Borwin di Mecklenburg, attuale capo della casa granducale di Mecklenburg-Strelitz. All'anagrafe è Georg Borwin Herzog zu Mecklenburg.

## Africa e colonie europee
Nei regni tribali africani, i membri di tali famiglie hanno trattamento di altezza o altezza reale, mentre alcuni hanno solo il titolo di principe o principessa.
Nell'Impero britannico il trattamento di altezza venne riservata ai capi delle élite feudali dei principali stati principeschi (soprattutto in India e in altri territori - come lungo le coste del Golfo Persico) - già sotto il governo della Compagnia delle Indie Orientali. Similmente venne introdotto una gerarchia simile nelle Indie Orientali Olandesi, attualmente Indonesia.

## Precedenze
Mentre le attuali precedenze dipendono dal rango in sé e a volte più specificamente nella corona piuttosto che dal trattamento, in linea di massima l'ordine decrescente di tali attributi è:
- Altezza imperiale e reale (S.A.I.R.)
- Altezza imperiale (S.A.I.)
- Altezza reale (S.A.R.)
- Altezza granducale (S.A.G.)
- Altezza
- Altezza serenissima ducale (S.A.D.S.)
- Altezza serenissima (S.A.S.)
- Altezza illustrissima (S.A.Ill.)
- Altezza eminentissima, un ibrido con eminenza, creato nel 1630 per il gran maestro dell'Ordine di Malta.